# Медзьно (Сілезьке воєводство)
Медзьно (пол. Miedźno) — село в Польщі, у гміні Медзьно Клобуцького повіту Сілезького воєводства.
Населення — 2536 осіб (2011).
У 1975-1998 роках село належало до Ченстоховського воєводства.

## Демографія
Демографічна структура станом на 31 березня 2011 року:
|          | Загалом | Допрацездатний вік | Працездатний вік | Постпрацездатний вік |
| -------- | ------- | ------------------ | ---------------- | -------------------- |
| Чоловіки | 1223    | 235                | 858              | 130                  |
| Жінки    | 1313    | 236                | 779              | 298                  |
| Разом    | 2536    | 471                | 1637             | 428                  |